# Le Pout
Le Pout är en kommun i departementet Gironde i regionen Nouvelle-Aquitaine i sydvästra Frankrike. Kommunen ligger i kantonen Créon som tillhör arrondissementet Bordeaux. År 2022 hade Le Pout 617 invånare.

## Befolkningsutveckling
Antalet invånare i kommunen Le Pout
Referens:INSEE